# هربرت برنان
هربرت برنان (انگلیسی: Herbert Brenon؛ ‏ ۱۳ ژانویهٔ ۱۸۸۰ – ۲۱ ژوئن ۱۹۵۸) بازیگر، کارگردان و نویسنده اهل ایرلند بود.

## فیلم‌شناسی
- Dr. Jekyll and Mr. Hyde (۱۹۱۳) همراه با کینگ باگوت
- Absinthe (۱۹۱۴)
- Neptune's Daughter (۱۹۱۴)
- The Kreutzer Sonata (۱۹۱۵) همراه با تدا بارا
- The Heart of Maryland (۱۹۱۵)
- The Clemenceau Case (۱۹۱۵) همراه با تدا بارا
- The Two Orphans (۱۹۱۵) همراه با تدا بارا
- گناه (۱۹۱۵) همراه با تدا بارا
- The Soul of Broadway (۱۹۱۵)
- دختر خدایان (۱۹۱۶)
- War Brides (۱۹۱۶)
- The Lone Wolf (۱۹۱۷)
- Empty Pockets (۱۹۱۸)
- Victory and Peace (۱۹۱۸)
- The Passing of the Third Floor Back (۱۹۱۸)
- ۱۲:۱۰ (۱۹۱۹)
- The Passion Flower (۱۹۲۱)
- Moonshine Valley (۱۹۲۲)
- The Spanish Dancer (۱۹۲۳) همراه با پولا نگری و والاس بیری
- نقطه فروپاشی (۱۹۲۴)
- The Street of Forgotten Men (۱۹۲۵) همراه با لوئیز بروکس in her film debut
- The Alaskan (۱۹۲۴)
- پیتر پن (۱۹۲۴)
- The Side Show of Life (۱۹۲۴)
- یک بوسه برای سیندرلا (۱۹۲۵)
- Dancing Mothers (۱۹۲۶) همراه با آلیس جویس، Conway Tearle و کلارا باو
- The Great Gatsby (۱۹۲۶) همراه با وارنر بکستر
- بو ژست (۱۹۲۶) همراه با رونالد کولمن
- Laugh, Clown, Laugh (۱۹۲۸) همراه با لان چنی و لرتا یونگ
- The Rescue (۱۹۲۹) همراه با رونالد کولمن و لی‌لی دامیتا
- The Case of Sergeant Grischa (۱۹۳۰)
- Lummox (۱۹۳۰)
- Honours Easy (۱۹۳۵)
- Royal Cavalcade (۱۹۳۵)
- Someone at the Door (۱۹۳۶)
- Living Dangerously  (۱۹۳۶)
- The Live Wire (۱۹۳۷)
- The Dominant Sex (۱۹۳۷)
- Spring Handicap (۱۹۳۷)
- Housemaster (۱۹۳۸)
- Yellow Sands (۱۹۳۸)
- Black Eyes (۱۹۳۹)
- The Flying Squad (1940)